# Schloss Brüningslinden
Schloss Brüningslinden war seit 1912 Landsitz und ab den 1930er Jahren ein Ausflugsrestaurant im Berliner Ortsteil Kladow.

## Geschichte

### Bau
In den Jahren 1911/1912 wurde das schlossähnliche gestaltete Haus Brüningslinden an der Sakrower Landstraße 129–131 auf dem fast 20 Meter hohen aussichtsreichen Havelufer in Kladow als Landsitz von Ernst Rütger Brüning erbaut. Der Architekt war Georg Siewert und für den Innenausbau war Fritz Greppert verantwortlich.

### Landsitz
Brüning war als Offizier von 1908 bis 1910 an den deutschen Botschaften in Tokio und Washington gewesen und hatte von seinen Reisen im Obergeschoss insbesondere Ostasiatika in einem besonderen Zimmer ausgestellt. Die Wandtäfelungen und Deckengemälde in den Gasträumen hielten sich an den Stil Louis’ XIV. und Louis’ XV.; dem Schlossherrn dienten die Zimmer als Boudoir und Musiksalon.
Brüning hatte reich geerbt, sein Vater Adolf Brüning war einer der Gründer der Hoechst AG, und so führte er in seinem Schloss ein gastfreundliches Haus. Ende der 1920er Jahre verließ Brüning Brüningslinden und zog auf sein Landgut Brüningsau bei Rosenheim. 1929 vermietete er das Schloss an den Automobilclub von Deutschland, der es als Clubheim für Motorbootfahrer nutzte.
Am 28. September 1931 besuchte Reichskanzler Heinrich Brüning – nicht verwandt mit Ernst Rütger Brüning – mit seinem Außenminister Julius Curtius und seinen französischen Gästen Ministerpräsident Pierre Laval, Außenminister Aristide Briand und dem französischen Botschafter in Deutschland, André François-Poncet, Schloss Brüningslinden zum Tee.

### Ausflugsrestaurant
Im Jahr 1935 erwarb Max Gruban, Chef der Berliner Weingroßhandlung Gruban und Souchay, Schloss Brüningslinden und gestaltete es als Ausflugsrestaurant zur Konkurrenz des seinerzeit sehr beliebten und vielbesuchten Schloss Marquardt des Weinhauses Kempinski.
Der Historiker Hermann Oncken hielt als Mitglied der Mittwochsgesellschaft 1940 im Schloss einen Festvortrag mit Damen.

### Nachkriegsjahre
Nach Ende des Zweiten Weltkriegs war Brüningslinden kurze Zeit Hauptquartier des Britischen Oberbefehlshabers und dann Erholungsheim für jüdische Kinder. Bis zu 100 Kinder aus jüdischen Gemeinden in Berlin und DP-Camps durften für jeweils drei Wochen bleiben. Das Jüdische Erholungsheim war allerdings nur kurze Zeit aktiv, von Juni 1947 bis November 1948. Im Winter 1947/48 wurde das Haus als Erholungsheim auch für erwachsene Mitglieder der Jüdischen Gemeinde Berlin genutzt. Zeitzeugen aus der Jüdischen Gemeinde Berlin erzählen von gemeinsamem Feiern, zionistischen Liedern und – in den Worten der Überlebenden Inge Weinem – „versuchte halt, wieder zu leben“.

### Gastronomiebetrieb ab den 1960er Jahren

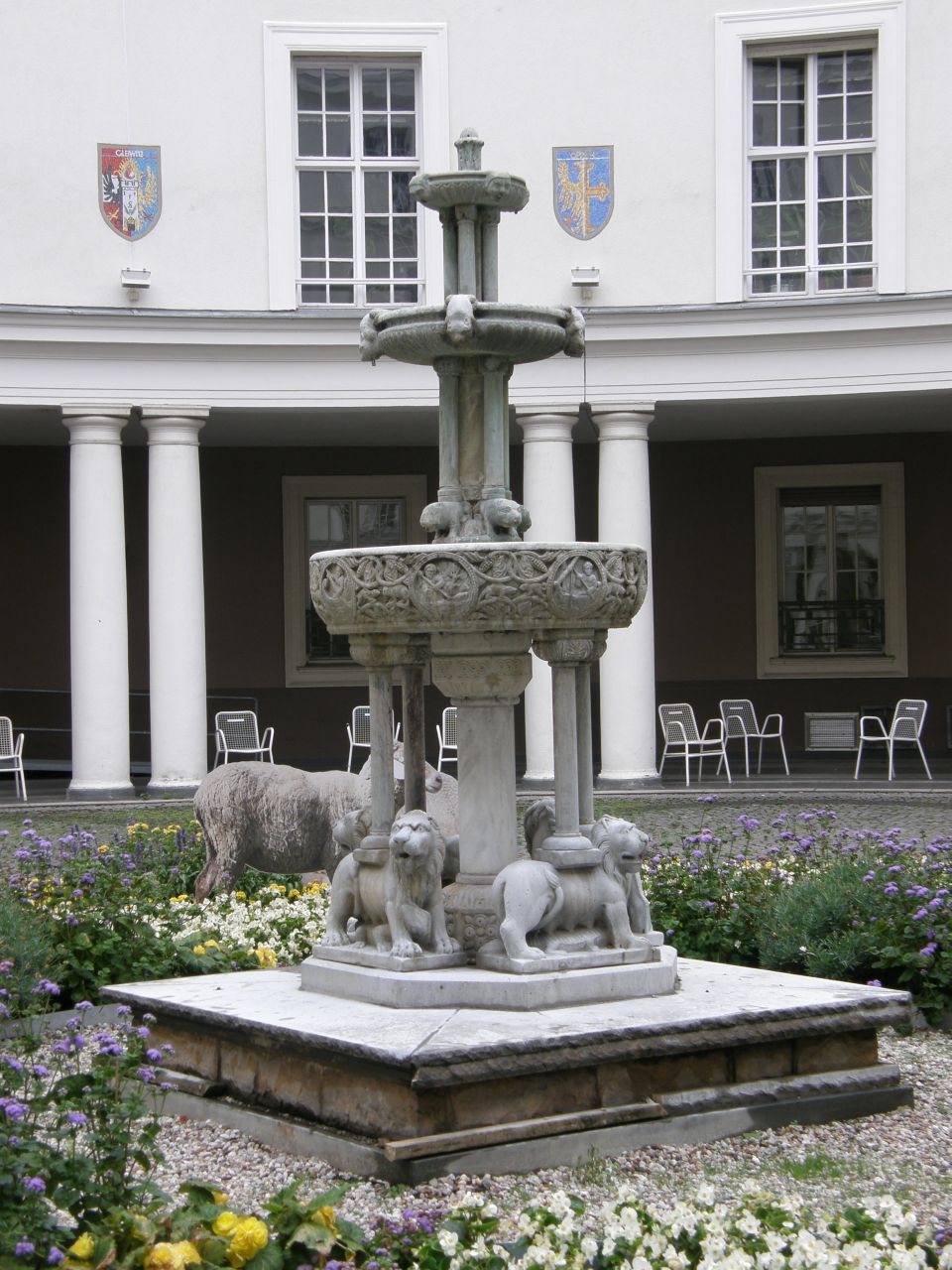
Der Venezianische Löwenbrunnen im Rundhof des Rathauses Wilmersdorf

Im Jahr 1967 wurde auf dem Gelände ein Märchenwald eingerichtet mit rund einem Dutzend lebensgroßen Märchengruppen aus den Kinder- und Hausmärchen der Gebrüder Grimm. Eine Miniatureisenbahn fuhr die Kinder zu Märchengruppen wie Schneewittchen, Hänsel und Gretel, Aschenputtel und Dornröschen.
Der Restaurantbetrieb entwickelte sich jedoch defizitär und Max Gruban stellte deshalb 1972 einen Antrag auf Abriss des Gebäudes, weil die Renovierung 300.000 Mark (kaufkraftbereinigt in heutiger Währung: rund 583.000 Euro) erforderte und immer weniger Gäste das Haus aufsuchten. Auf eine Anfrage erklärte der damalige Bausenator Rolf Schwedler, bauhistorisch und künstlerisch habe Schloss Brüningslinden eine nicht so überragende Bedeutung, um es gegen den Willen des Besitzers zu erhalten.

### Abriss
Das Haus wurde Ende 1972 abgerissen, das Grundstück anschließend von der Gagfah für die Errichtung von Eigenheimen erworben. Mit dem Bau von Eigenheimen wurde allerdings erst 1977 begonnen.
Der Venezianische Löwenbrunnen von Schloss Brüningslinden wurde 1972 von Brüningslinden zum Rathaus Wilmersdorf am Fehrbelliner Platz 4 versetzt und steht seit 2017 am Haus des Kladower Forums auf dem Dorfplatz von Kladow.